# Gran Premio di Spagna 1972
Il Gran Premio di Spagna 1972, XVIII Gran Premio de España di Formula 1 e terza gara del campionato di Formula 1 del 1972, si è disputato il 1º maggio sul circuito di Jarama ed è stato vinto da Emerson Fittipaldi su Lotus-Ford Cosworth.

## Partecipanti
Rispetto al precedente Gran Premio, il campo partenti subisce le seguenti modifiche:
La BRM torna a schierare 5 vetture: fuori l'austriaco Helmut Marko, al suo posto tornano lo spagnolo Alex Soler-Roig e lo svedese Reine Wisell che già avevano corso in Argentina.
La Brabham si trova costretta a sostituire con il brasiliano Wilson Fittipaldi, fratello di Emerson, l'argentino Reutemann che aveva subito la frattura della caviglia in una gara di Formula 2 a Thruxton.
Il team di Mike Beuttler torna in Formula 1 dopo alcune gare di assenza utilizzando una March.
Da segnalare l'iscrizione di Nanni Galli al volante della bolognese Tecno che però non riesce a preparare la propria monoposto ed è costretta a dare forfait.
Spariscono dallo schieramento i team sudafricani che avevano corso il precedente GP.

## Qualifiche
| Pos | No | Pilota               | Costruttore          | Squadra                         | Tempo   | Gap   |
| --- | -- | -------------------- | -------------------- | ------------------------------- | ------- | ----- |
| 1   | 4  | Jacky Ickx           | Ferrari              | Scuderia Ferrari SpA SEFAC      | 1:18.43 |       |
| 2   | 11 | Denny Hulme          | McLaren-Ford         | Yardley Team McLaren            | 1:19.18 | +0.75 |
| 3   | 5  | Emerson Fittipaldi   | Lotus-Ford           | John Player Team Lotus          | 1:19.26 | +0.83 |
| 4   | 1  | Jackie Stewart       | Tyrrell-Ford         | Elf Team Tyrrell                | 1:19.33 | +0.90 |
| 5   | 7  | Mario Andretti       | Ferrari              | Scuderia Ferrari SpA SEFAC      | 1:19.39 | +0.96 |
| 6   | 9  | Chris Amon           | Matra                | Équipe Matra Sports             | 1:19.52 | +1.09 |
| 7   | 19 | Jean-Pierre Beltoise | BRM                  | Marlboro BRM                    | 1:19.57 | +1.14 |
| 8   | 6  | Clay Regazzoni       | Ferrari              | Scuderia Ferrari SpA SEFAC      | 1:19.71 | +1.28 |
| 9   | 2  | Ronnie Peterson      | March-Ford           | STP March Racing Team           | 1:19.86 | +1.43 |
| 10  | 10 | Reine Wisell         | BRM                  | Marlboro BRM                    | 1:19.89 | +1.46 |
| 11  | 20 | Peter Revson         | McLaren-Ford         | Yardley Team McLaren            | 1:20.11 | +1.68 |
| 12  | 3  | François Cevert      | Tyrrell-Ford         | Elf Team Tyrrell                | 1:20.50 | +2.07 |
| 13  | 26 | Andrea De Adamich    | Surtees-Ford         | Ceramica Pagnossin Team Surtees | 1:20.79 | +2.36 |
| 14  | 22 | Wilson Fittipaldi    | Brabham-Ford         | Motor Racing Developments Ltd   | 1:20.83 | +2.40 |
| 15  | 15 | Mike Hailwood        | Surtees-Ford         | Brooke Bond Oxo Team Surtees    | 1:20.97 | +2.54 |
| 16  | 29 | Carlos Pace          | March-Ford           | Team Williams Motul             | 1:21.00 | +2.57 |
| 17  | 16 | Rolf Stommelen       | Eifelland March-Ford | Team Eifelland Caravans         | 1:21.04 | +2.61 |
| 18  | 12 | Tim Schenken         | Surtees-Ford         | Brooke Bond Oxo Team Surtees    | 1:21.06 | +2.63 |
| 19  | 14 | Henri Pescarolo      | March-Ford           | Team Williams Motul             | 1:21.24 | +2.81 |
| 20  | 25 | Howden Ganley        | BRM                  | Marlboro BRM                    | 1:21.43 | +3.00 |
| 21  | 8  | Peter Gethin         | BRM                  | Marlboro BRM                    | 1:22.43 | +4.00 |
| 22  | 28 | Alex Soler-Roig      | BRM                  | Espana Marlboro BRM             | 1:22.57 | +4.14 |
| 23  | 18 | Graham Hill          | Brabham-Ford         | Motor Racing Developments Ltd   | 1:22.59 | +4.16 |
| 24  | 21 | Dave Walker          | Lotus-Ford           | John Player Team Lotus          | 1:22.74 | +4.31 |
| 25  | 24 | Niki Lauda           | March-Ford           | STP March Racing Team           | 1:24.96 | +6.53 |
| DNQ | 23 | Mike Beuttler        | March-Ford           | Clarke-Mordaunt-Guthrie Racing  | 1:25.48 | +7.05 |

## Gara
Il giorno della gara un cielo piovoso e nuvolo copriva il circuito spagnolo, ma tutti decisero di partire ugualmente con pneumatici slick. Al via Hulme prese subito la testa della gara, mentre Ickx finì quarto, dopo una partenza da dimenticare. Dietro la McLaren si accodarono Stewart e Regazzoni, che guadagnò ben 5 posizioni. Dietro, Peterson andò in testacoda ma riuscì a riprendere la gara. Dopo solo una manciata di giri, Hulme iniziò ad avere problemi al cambio e fu superato da Stewart, Ickx e Fittipaldi, che nel frattempo riuscirono a scavalcare Regazzoni.
Nello stesso giro, la Lotus del brasiliano si sbarazzò anche della Ferrari, andando a caccia del leader della corsa. Il sorpassò a Stewart si concretizzò al nono passaggio; sembrava tutto semplice per il brasiliano, che però non si stava proprio divertendo, perché una piccola perdita di carburante stava finendo all’interno dell’abitacolo e l’estintore si era bloccato inaspettatamente durante il secondo giro.
Al 15º giro, anche Ickx superò Stewart, portandosi in 2ª posizione, intanto Andretti si stava avvicinando al gradino più basso del podio, dopo aver passato sia Regazzoni e Hulme, purtroppo la gara del ferrarista italo-americano terminò al giro numero 23 per un problema alla pressione dell’olio. Intanto che la pista iniziava ad asciugarsi, le posizioni rimasero invariate, ma intorno alla tornata numero 42 una leggera pioggerellina ricominciò a bagnare l’asfalto. Sei passaggi più tardi, il Campione 1967 della McLaren dovette ritirarsi, lasciando il quarto posto a Regazzoni, dietro a Stewart, tranquillo del suo terzo posto.
Al 70º giro lo scozzese della Tyrrell finì contro le barriere per un sospetto cedimento della sospensione, lasciando così sfumare la possibilità di salire sul podio. Dopo 90 giri di pura fatica arrivò il sussulto di Emerson Fittipaldi, che vinse la sua seconda gara in carriera, precedendo le due Ferrari di Jacky Ickx e Clay Regazzoni. Ottimo quarto posto per Surtees di Andrea De Adamich, davanti a Revson con la McLaren superstite e Carlos Pace, alla sua seconda corsa a bordo della March.
| Pos | No | Pilota               | Costruttore          | Giri | Tempo/Ritiro        | Pos. Griglia | Punti |
| --- | -- | -------------------- | -------------------- | ---- | ------------------- | ------------ | ----- |
| 1   | 5  | Emerson Fittipaldi   | Lotus-Ford           | 90   | 2:03:41.2           | 3            | 9     |
| 2   | 4  | Jacky Ickx           | Ferrari              | 90   | + 18.92             | 1            | 6     |
| 3   | 6  | Clay Regazzoni       | Ferrari              | 89   | + 1 Giro            | 8            | 4     |
| 4   | 26 | Andrea De Adamich    | Surtees-Ford         | 89   | + 1 Giro            | 13           | 3     |
| 5   | 20 | Peter Revson         | McLaren-Ford         | 89   | + 1 Giro            | 11           | 2     |
| 6   | 29 | Carlos Pace          | March-Ford           | 89   | + 1 Giro            | 16           | 1     |
| 7   | 22 | Wilson Fittipaldi    | Brabham-Ford         | 88   | + 2 Giri            | 14           |       |
| 8   | 12 | Tim Schenken         | Surtees-Ford         | 88   | + 2 Giri            | 18           |       |
| 9   | 21 | Dave Walker          | Lotus-Ford           | 87   | + 3 Giri            | 24           |       |
| 10  | 18 | Graham Hill          | Brabham-Ford         | 86   | + 4 Giri            | 23           |       |
| 11  | 14 | Henri Pescarolo      | March-Ford           | 86   | + 4 Giri            | 19           |       |
| Rit | 1  | Jackie Stewart       | Tyrrell-Ford         | 69   | Incidente           | 4            |       |
| Rit | 9  | Chris Amon           | Matra                | 66   | Cambio              | 6            |       |
| Rit | 3  | François Cevert      | Tyrrell-Ford         | 65   | Iniezione           | 12           |       |
| Rit | 8  | Peter Gethin         | BRM                  | 65   | Motore              | 21           |       |
| Rit | 11 | Denny Hulme          | McLaren-Ford         | 48   | Cambio              | 2            |       |
| Rit | 25 | Howden Ganley        | BRM                  | 38   | Motore              | 20           |       |
| Rit | 10 | Reine Wisell         | BRM                  | 24   | Incidente           | 10           |       |
| Rit | 7  | Mario Andretti       | Ferrari              | 23   | Pressione dell'olio | 5            |       |
| Rit | 15 | Mike Hailwood        | Surtees-Ford         | 20   | Probl. elettrici    | 15           |       |
| Rit | 2  | Ronnie Peterson      | March-Ford           | 16   | Perdita di benzina  | 9            |       |
| Rit | 16 | Rolf Stommelen       | Eifelland March-Ford | 15   | Incidente           | 17           |       |
| Rit | 19 | Jean-Pierre Beltoise | BRM                  | 9    | Cambio              | 7            |       |
| Rit | 24 | Niki Lauda           | March-Ford           | 7    | Differenziale       | 25           |       |
| Rit | 28 | Alex Soler-Roig      | BRM                  | 6    | Incidente           | 22           |       |

## Statistiche
Piloti
- 2ª vittoria per Emerson Fittipaldi
- 10° pole position per Jacky Ickx
- 1º Gran Premio per Wilson Fittipaldi
- Ultimo Gran Premio per Alex Soler-Roig

Costruttori
- 43° vittoria per la Lotus

Motori
- 44ª vittoria per il motore Ford Cosworth

Giri al comando
- Denny Hulme (1-4)
- Jackie Stewart (5-8)
- Emerson Fittipaldi (9-90)

## Classifiche

### Piloti
| Pos. | Pilota             | Punti |
| ---- | ------------------ | ----- |
| 1    | Denny Hulme        | 15    |
| 2    | Emerson Fittipaldi | 15    |
| 3    | Jacky Ickx         | 10    |
| 4    | Jackie Stewart     | 9     |
| 5    | Clay Regazzoni     | 7     |
| 6    | Peter Revson       | 6     |
| 7    | Andrea De Adamich  | 3     |
| 8    | Mario Andretti     | 3     |
| 9    | Ronnie Peterson    | 3     |
| 10   | Tim Schenken       | 2     |
| 11   | Graham Hill        | 1     |
| 12   | Carlos Pace        | 1     |

### Costruttori
| Pos. | Team         | Punti |
| ---- | ------------ | ----- |
| 1    | McLaren-Ford | 17    |
| 2    | Lotus-Ford   | 15    |
| 3    | Ferrari      | 13    |
| 4    | Tyrrell-Ford | 9     |
| 5    | Surtees-Ford | 5     |
| 6    | March-Ford   | 4     |
| 7    | Brabham-Ford | 1     |